# بروئل
شهر بروئل در ایالت مکلنبورگ-فورپومرن در کشور آلمان واقع شده است.